# Celleporaria hancocki
Celleporaria hancocki är en mossdjursart som först beskrevs av Osburn 1952.  Celleporaria hancocki ingår i släktet Celleporaria och familjen Lepraliellidae. Inga underarter finns listade i Catalogue of Life.